# یواس‌اس لافبرگ (دی‌دی-۷۵۹)
یواس‌اس لافبرگ (دی‌دی-۷۵۹) (به انگلیسی: USS Lofberg (DD-759)) یک کشتی بود که طول آن ۱۱۴٫۸ متر (۳۷۷ فوت) بود. این کشتی در سال ۱۹۴۴ ساخته شد.